# Swartzia davisii
Swartzia davisii är en ärtväxtart som beskrevs av Noel Yvri Sandwith. Swartzia davisii ingår i släktet Swartzia och familjen ärtväxter. Inga underarter finns listade i Catalogue of Life.